# Gija Kantjeli
Gija Aleksandrovitj Kantjeli (georgisk: გია ყანჩელი, russisk: Ги́я Алекса́ндрович Канче́ли, tr. Gíja Aleksándrovitj Kantjéli; født 10. august 1935 i Tbilisi, Georgiske SSR, Sovjetunionen, død 2. oktober 2019) var en georgisk komponist.
Kantjeli skrev 7 symfonier, orkesterværker, kammermusik og korværker og operaer.
Han komponerede i moderne stil og var en af de betydningsfulde komponister i Rusland sammen med Alfred Schnittke, Rodion Sjtjedrin og Avet Terterian. Han komponerede endvidere
Han boede i en periode i Belgien, hvor han var aktiv som komponist. En del af hans værker er indspillet på det tyske pladeselskab ECM.

## Udvalgte værker
- Symfoni nr. 1 (1967) - for orkester
- Symfoni nr. 2 "Chanter" (1970) - for orkester
- Symfoni nr. 3 (1973) - for orkester
- Symfoni nr. 4 "Til minde om Michelangelo" (1974) - for orkester
- Symfoni nr. 5 (1977) - for orkester
- Symfoni nr. 6 (1978-1980, rev. 1981) - for orkester
- Symfoni nr. 7 "Epilog" (1986, rev. 1991) - for orkester
- Koncert (1961) - for orkester
- "Ergo" (2000) - for stort orkester
- "Fingeraftryk" (2002) - for stort orkester
- "Krigszone" (2002) - for stort orkester
- "Klagesang" (1994) (koncert til minde om Luigi Nono) - for sopran, violin og stort orkester
- "Dixi" (2009) - for blandet kor og stort orkester

Filmmusik
- Mimino (1977)
- Sljozy kapali (1982)
- Kin-dza-dza! (1986)
- Pasport (1990)
- Orjiol i resjka (1995)
- Serebrjannyje golovy (1998)
- Ku! Kin-dza-dza (2013)
- Zalozjniki (2017)